# Nil (rzeźba)
Nil (wł. Nilo) – marmurowa rzeźba anonimowego autorstwa z końca I wieku w kolekcji Museo Chiaramonti Muzeów Watykańskich.
Posąg wystawiany jest w Braccio Nuovo, muzealny numer katalogowy: MV.2300.0.0.

## Historia
Żyjący w I wieku Pliniusz Starszy wzmiankuje o istnieniu na Forum Wespazjana w Rzymie monumentalnego posągu przedstawiającego Nil, wykonanego z bazaltu. Była to prawdopodobnie hellenistyczna rzeźba egipska. Posąg z kolekcji Museo Chiaramonti odnaleziony został w 1513 roku w rejonie Pól Marsowych, gdzie do V wieku istniała świątynia dedykowana Izydzie (łac. Iseum Campense). Papież Leon X nakazał umieścić posąg w ogrodach Palazzo del Belvedere na Watykanie. Gaspare Sibilla odrestaurował posąg za pontyfikatu Klemensa XIV. Umocował łaty marmurowe w brakujących wyrwach. Dodane zostały: brakujące palce prawej dłoni, uchwyty rogu obfitości, palce u stóp, ciałka prawie wszystkich chłopców. Dodane części można łatwo odróżnić dzięki innemu rodzajowi użytego marmuru.
Bliźniacza rzeźba, przedstawiająca Tyber, odnaleziona na Polach Marsowych w styczniu 1512 roku, została zrabowana z Museo Pio-Clementino w 1804 przez I Republikę Francuską i znajduje się w Luwrze.
W XIX wieku w wydanej pośmiertnie książce Wspomnienia Włoch i Szwajcaryi z podróży odbytych (1845) wśród posągów w zbiorach Museo Chiaramonti na Watykanie wymienia „Nil kolosalny” Bartłomiej Ignacy Ludwik Orański.

## Opis
Bóstwo rzeczne zostało przedstawione jako starzec leżący na lewym boku, z rogiem obfitości w lewej dłoni i pękiem kłosów w prawej. Nil ma długie falujące włosy i tęskny wyraz twarzy, który zwykle przedstawiali greccy rzeźbiarze, wykonujący posągi bóstw rzecznych. Wyczuwalna jest również atmosfera życzliwości, rzeka przynosi bowiem życiodajną wodę i żyzny muł. Lewy łokieć boga opiera się na symbolizującym Egipt sfinksie. Piramidalny przedmiot, wystający z rogu obfitości, to często przedstawiany na posągach o konotacjach ofiarniczych ser lub wypiek. Liczba szesnastu malców jest odniesieniem do szesnastu łokci stanu wód podczas corocznych wylewów, który był maksymalny i zapewniał największy urodzaj. Artysta przedstawił też egzotyczne zwierzęta: krokodyla, mangustę, hipopotamy. Flora rzeczna reprezentowana jest przez trzcinę i lotosy. Na bloku stanowiącym podstawę całej grupy przedstawieni zostali Pigmeje w łodziach i święte ibisy.
Posąg Nilu jest wykonany lepiej i w innym okresie niż paryski Tyber. Rzeźba Nilu jest kopią aleksandryjskiego kunsztownego pierwowzoru. Tyber wykonał artysta grecko-rzymski, brak mu aleksandryjskiego rozmachu.

## Kopie
Kopie antycznej rzeźby:
- Statue du Nil – Jardin des Tuileries, Paryż (wyk. Lorenzo Ottoni)[9]
- Nilen – Søtorvet, Kopenhaga (kopia w brązie)[10]
- Replica of the Vatican Nile – Metropolitan Museum of Art, Nowy Jork (wyk. Giovanni Volpato)[11]
- Kopia w Muzeum Sztuk Pięknych im. Puszkina w Moskwie